# Jesuítas (Paraná)
Jesuítas é um município brasileiro do estado do Paraná. Localiza-se a uma latitude 24º23'06" sul e a uma longitude 53º23'16" oeste, estando a uma altitude de 489 metros. Sua população estimada em 2024 era de 10.860 habitantes.
Possui uma área de 269,29 km².

## História
Os primeiros pioneiros chegaram à região de Jesuítas em 1959 e 1960, buscando exploração e comércio de madeira, além da agricultura. O nome do município homenageia os padres jesuítas que catequizaram os índios locais. Criado pela Lei Estadual nº 7304, de 13 de maio de 1980, Jesuítas foi desmembrado de Formosa do Oeste e instalado em 1 de fevereiro de 1983.
O principal colonizador da localidade foi o sr. Amaro Martins Felício, que construiu a primeira casa no lugar. A chamada Marcha para o Oeste muito contribuiu para que famílias aqui se estabelecessem e dotassem a região de infra-estrutura necessária, possibilitando que fossem pleiteadas prerrogativas políticas de apoio à comunidade. Estas famílias pioneiras deram estabilidade econômica, social e cultural à cidade de Jesuítas.
Em 31 de dezembro de 1962, pela Lei n.º 4.668, foi criado o Distrito Judiciário no município de Formosa do Oeste. Pela Lei n.º 7.304, de 13 de maio de 1980, foi criado o município de Jesuítas, com território desmembrado do município de Formosa do Oeste, e instalado a 1º de fevereiro de 1983.
O nome dado à cidade é homenagem aos padres jesuítas espanhóis, que a partir do final do século XVI, iniciaram épico trabalho de catequização em mais de cem mil índios, em terras hoje paranaenses. Destacaram-se nestas ações os padres Simão Mazzeta, Montoya e Justo Mansilia van Surck. Os jesuítas eram membros da Companhia de Jesus, ordem religiosa fundada por Inácio de Loyola (1491-1556).

## Organização Político-Administrativa
Jesuítas é administrado pelo executivo e pelo legislativo. O executivo é representado pelo prefeito, auxiliado por secretários, e o legislativo pela Câmara Municipal de Jesuítas.
As atuais autoridades são (data: 4 de fevereiro de 2024):
- **Prefeito:** Edicarlos Grizotto de Oliveira - PSD (2025-2028)[6]
- **Vice-prefeito:** Regi Pegoraro - PL (2025-2028)
- **Presidente da Câmara:** João Vitor - PSD (2025-2026)